# Національна премія Німецької Демократичної Республіки
Національна премія Німецької Демократичної Республіки
Нагорода "Національна премія Німецької Демократичної Республіки" заснована 1949 року для заохочення творчої праці в галузі науки і технологій, важливих математичних і наукових відкриттів та винаходів в галузі техніки.
Премія мала 3 класи з відповідними грошовими винагородами (від 100000 марок до 25000 марок НДР).
Позолочена медаль лауреатів премії мала портрет Гете. Премія була престижною відзнакою для науковців та винахідників колишньої НДР.